# NGC 6094
NGC 6094 (również PGC 57167 lub UGC 10228) – galaktyka soczewkowata (S0), znajdująca się w gwiazdozbiorze Małej Niedźwiedzicy. Odkrył ją William Herschel 16 marca 1785 roku.